# La Provinciale (Marivaux)
Pour les articles homonymes, voir La Provinciale (homonymie).
La Provinciale est une comédie en un acte et en prose de Marivaux, jouée pour la première fois au château de Berny en 1750 et publiée pour la première fois dans le Mercure de France de mars 1757.
Cette pièce, composée à une époque où on jouait partout la comédie de société, le fut, avec la Femme fidèle, à la demande du comte de Clermont, fils du grand Condé, qui avait été tour à tour abbé et général d’armée, homme d’esprit qui eut la fantaisie, en 1754, de se faire recevoir membre de l’Académie française. Comme on jouait souvent la comédie à ses châteaux de la Roquette et de Berny, il demanda quelques petites pièces inédites à Marivaux qui composa la Femme fidèle et la Provinciale.
Dernière œuvre publiée par Marivaux, cette pièce amusante au comique un peu gros fut longtemps considérée comme perdue. Elle fut cependant retrouvée en partie dans un recueil manuscrit de rôles conservé à la bibliothèque de l'Arsenal.

## Personnages
- Madame La Thibaudière, provinciale.
- Cathos, sa suivante.
- Colin, son valet.
- Madame Lépine, femme d’intrigue.
- Le Chevalier de la Trigaudière.
- La Ramée, son valet.
- Monsieur Lormeau, cousin de Madame de La Thibaudière.
- Monsieur Derval, prétendant de Madame de La Thibaudière.
- Ses sœurs.
- Une Dame inconnue.
- Marthon, sa suivante

## L’intrigue
Devenue Madame La Thibaudière, la veuve Trichet, est une provinciale fraîchement débarquée à Paris en compagnie de sa suivante Cathos, d’abord pour toucher une somme d’argent qui lui est due, puis pour se former aux belles manières. Comme la somme qu’elle a reçue est assez rondelette, elle ne manque pas d’adorateurs, disposés à la fois à se moquer d’elle et à s’approprier son bien. Une ancienne soubrette devenue veuve, et qui se fait appeler madame Lépine, s’entend dans ce but avec un prétendu chevalier pour débarrasser la provinciale de tout ou partie de ses écus. On persuade à celle-ci de prendre le titre de marquise et de se donner pour amant le chevalier, qui la mettra tout de suite à la mode. Elle n’est pas obligée de l’aimer, il suffit qu’elle fasse semblant. Le chevalier lui adresse à brûle-pourpoint des déclarations et une lettre impertinente. On lui dit que c’est le ton du jour, et que l’amour affiché du chevalier pour elle va désespérer une foule de rivales. Une dame inconnue vient en effet le relancer chez elle. Un régiment va être vendu, elle veut l’acheter au chevalier. Le chevalier refuse, il n’accepterait ce présent que d’une personne qu’il aime. Il laisse entendre que si la marquise le lui offrait, ce serait autre chose. La Provinciale fait d’abord semblant de ne pas comprendre, mais on pique si bien son amour-propre qu’elle finit par dire qu’elle payera le régiment. Heureusement elle a des parents à Paris, un oncle entre autres, qui a arrangé un mariage pour elle ; ils surviennent au moment où elle va donner l’argent et démasquent les fourbes. Le prétendu chevalier est un chevalier d’industrie, et la dame inconnue, une intrigante à ses gages. Les intrigants s’en vont, la dame garde son argent et renonce à acquérir les belles manières. 

## Source
- Jean Fleury, Marivaux et le marivaudage, Paris, Plon, 1881, p. 246-9.
- Gustave Larroumet, Marivaux, sa vie et ses œuvres, Paris, Hachette, 1894, p. 245.